# Archimonocelis itoi
Archimonocelis itoi är en plattmaskart som beskrevs av Tajika 1981. Archimonocelis itoi ingår i släktet Archimonocelis och familjen Archimonocelididae. Inga underarter finns listade i Catalogue of Life.